# Ngày Anh-Chị-Em
Ngày Anh-Chị-Em (tiếng Anh: Siblings Day) là một ngày lễ hàng năm được công nhận ở một số vùng của Hoa Kỳ và được kỷ niệm vào ngày 10 tháng 4, để tôn vinh các mối quan hệ của anh chị em trong gia đình. Không giống như Ngày của Mẹ và Ngày của Cha, ngày này chưa được toàn liên bang Hoa Kỳ công nhận, mặc dù Hội Ngày Anh-Chị Em (Siblings Day Foundation) đang cố gắng vận động điều đó.  Từ năm 1998, các thống đốc của 49 tiểu bang Hoa Kỳ đã chính thức  công nhận và ban hành Ngày Anh-Chị-Em.

## Lịch sử
Ngày lễ ban đầu được hình thành bởi Claudia Evart để tưởng niệm anh chị em của cô, hai trong số đó đã qua đời khi tuổi còn nhỏ.  Hội được thành lập vào năm 1997 và được công nhận là tổ chức phi lợi nhuận vào năm 1999.
Carolyn Maloney, dân biểu Quốc hội Hoa Kỳ của New York, chính thức chào mừng ngày lễ và giới thiệu, lưu vào biên bản của  Quốc hội Hoa Kỳ vào ngày 06 Tháng 4 năm 2005.
Theo thống kê tại Mỹ, 79% tất cả các trẻ em đều có anh chị em khi lớn lên. 2014 đánh dấu năm thứ 15 tổ chức ngày lễ.

## Ngày lễ tương tự
Tại Ấn Độ cũng có một ngày lễ tương tự  ngợi ca tình yêu và bổn phận giữa các anh chị em. có nguốn gốc từ Ấn Độ giáo nhưng cũng là một lễ hội thế tục, gọi là Raksha Bandhan (tiếng Bengal: রাখী বন্ধন tiếng Hindi: रक्षा बन्धन),  cũng được gọi là Rakhi Purnima (রাখীপূর্ণিমা) hoặc  đơn giản Rakhi hoặc Rakhri, được cử hành vào ngày trăng tròn của tháng Shravana (tương đương vào khoảng giữa tháng 8 dương lịch).